# Замок Каррігадрогід
Замок Каррігадрогід (англ. Carrigadrohid Castle, ірл. Caisleán na Carraig an Droichid) — замок Каррайг ан Дрохід, замок Скелі на Мосту — один із замків Ірландії, розташований у графстві Корк, на березі річки Лі, у парафії Агінаг, в однойменному селищі, біля селища Канові.

## Історія замку Каррігадрогід
Замок Каррігадрогід побудований у XV столітті ірландським кланом Мак Карті Мускеррі. Пізніше він розбудовувався. Під час повстання за незалежність Ірландії 1648—1652 років замок був обложений англійськими військами Олівера Кромвеля після битви під Макрум. Біля замку був повішений Бетіус Мак Еган — єпископ Росс разом зі своїми людьми після того як він відмовився закликати ірландський гарнізон замку здатися англійській армії. Загони ірландського клану Мак Карті були розбиті, замок захопила англійська армія. Замок був конфіскований у попередніх власників і дарований англійській родині Боуен. Наприкінці XVIII століття замок був закинутий і перетворився на руїну. Нині створена ініціативна група, яка займається питаннями збереження та реставрації замку.